# نيلاكا
نيلاكا هي أكثر من بحيرة كبيرة في سافو الشمالية، فنلندا. مع مساحة ما تقرب من 169 كيلومتر مربع هي تأتي بمرتبة 25 من أكبر البحيرات في البلاد.
إنها بحيرة ضحلة، متصلة بواسطة قنوات بالجزء العلوي من بحيرة بايلافسي والاسفل من بحيرة ليسفسي.